# Kleméntievo (Ivànovo)
|  | Per a altres significats, vegeu «Kleméntievo». |

Kleméntievo (en rus: Клементьево) és un poble de l'óblast d'Ivànovo, a Rússia, que en el cens del 2010 tenia 46 habitants.